# Pteronemobius annulicornis
Pteronemobius annulicornis är en insektsart som beskrevs av Lucien Chopard 1929. Pteronemobius annulicornis ingår i släktet Pteronemobius och familjen syrsor. Inga underarter finns listade i Catalogue of Life.